# Uchu Jacu
Uchu Jacu (auch Uchujacu; Quichua für: ‚scharfes Mehl‘) ist ein aus sechs Kornsorten bzw. Hülsenfrüchten hergestelltes Mehl aus der Region um Cayambe im Norden der ecuadorianischen Provinz Pichincha. 

## Herstellung
Zur Herstellung von Uchu Jacu werden Weizen, Gerste, Mais, Erbsen, Linsen und Ackerbohnen verwendet. Zunächst werden die Körner sortiert, um eventuelle Unreinheiten des Produkts auszuschließen. Im Anschluss werden Körner geröstet und unter Zugabe von weiteren Zutaten (Kreuzkümmel, Annatto und Knoblauch) vermischt, um schließlich gemeinsam gemahlen zu werden. Das fertige Mehl wird schließlich noch ein letztes Mal gesiebt und abgepackt.

## Verwendung
Der Tradition gemäß wird Uchu Jacu ausschließlich zur Herstellung einer sehr nahrhaften Suppe verwendet; die vollständige traditionelle Rezeptur sieht die Zugabe von Kartoffeln, Zwiebeln, Mote, Ei, Frischkäse sowie Meerschweinchen vor.